# Popelná hora
Popelná hora är ett berg i Tjeckien. Det ligger i den sydvästra delen av landet, 120 km sydväst om huvudstaden Prag. Toppen på Popelná hora är 1 095 meter över havet. Popelná hora ingår i Šumava.
Terrängen runt Popelná hora är huvudsakligen kuperad. Runt Popelná hora är det ganska glesbefolkat, med 28 invånare per kvadratkilometer. Närmaste större samhälle är Vimperk, 12,5 km öster om Popelná hora. I omgivningarna runt Popelná hora växer i huvudsak barrskog.